# Vòng loại Giải vô địch bóng đá thế giới 2014 – Khu vực châu Âu (Bảng H)
Dưới đây là kết quả các trận đấu trong khuôn khổ bảng H - vòng loại giải vô địch bóng đá thế giới 2014 - khu vực châu Âu. 6 đội bóng châu Âu bao gồm Anh, Montenegro, Ukraina, Ba Lan, Moldova và San Marino, thi đấu trong hai năm 2012 và 2013, theo thể thức lượt đi-lượt về, vòng tròn tính điểm, lấy hai đội đầu bảng tham gia vòng chung kết.
Sau khi kết thúc vòng loại, Anh đã chính thức giành quyền tham dự World Cup 2014 và Ukraina sẽ tham dự vòng đấu play-off.

## Bảng xếp hạng
| Đội         | ST | T | H | B  | BT | BB | HS  | Đ  |  | Anh | Ukraina | Montenegro | Ba Lan | Moldova | San Marino |
| ----------- | -- | - | - | -- | -- | -- | --- | -- |  | --- | ------- | ---------- | ------ | ------- | ---------- |
| Anh (Q)     | 10 | 6 | 4 | 0  | 31 | 4  | +27 | 22 |  |     | 1–1     | 4–1        | 2–0    | 4–0     | 5–0        |
| Ukraina (A) | 10 | 6 | 3 | 1  | 28 | 4  | +24 | 21 |  | 0–0 |         | 0–1        | 1–0    | 2–1     | 9–0        |
| Montenegro  | 10 | 4 | 3 | 3  | 18 | 17 | +1  | 15 |  | 1–1 | 0–4     |            | 2–2    | 2–5     | 3–0        |
| Ba Lan      | 10 | 3 | 4 | 3  | 18 | 12 | +6  | 13 |  | 1–1 | 1–3     | 1–1        |        | 2–0     | 5–0        |
| Moldova     | 10 | 3 | 2 | 5  | 12 | 17 | −5  | 11 |  | 0–5 | 0–0     | 0–1        | 1–1    |         | 3–0        |
| San Marino  | 10 | 0 | 0 | 10 | 1  | 54 | −53 | 0  |  | 0–8 | 0–8     | 0–6        | 1–5    | 0–2     |            |

## Kết quả
Lịch thi đấu của bảng H đã được quyết định sau cuộc họp tại Warszawa, Ba Lan, vào ngày 23 tháng 11 năm 2011.
| Montenegro                  | 2–2      | Ba Lan                                       |
| --------------------------- | -------- | -------------------------------------------- |
| Drinčić 27' · Vučinić 45+2' | Chi tiết | Błaszczykowski 6' (ph.đ.) · Mierzejewski 55' |

| Moldova | 0–5      | Anh                                                           |
| ------- | -------- | ------------------------------------------------------------- |
|         | Chi tiết | Lampard 4' (ph.đ.), 29' · Defoe 32' · Milner 74' · Baines 83' |

| San Marino | 0–6      | Montenegro                                                          |
| ---------- | -------- | ------------------------------------------------------------------- |
|            | Chi tiết | Đorđević 24' · Bećiraj 26', 51' · Zverotić 69' · Delibašić 78', 82' |

| Ba Lan                                      | 2–0      | Moldova |
| ------------------------------------------- | -------- | ------- |
| Błaszczykowski 33' (ph.đ.) · Wawrzyniak 81' | Chi tiết |         |

| Anh                 | 1–1      | Ukraina         |
| ------------------- | -------- | --------------- |
| Lampard 87' (ph.đ.) | Chi tiết | Konoplyanka 39' |

| Moldova | 0–0      | Ukraina |
| ------- | -------- | ------- |
|         | Chi tiết |         |

| Anh                                                                 | 5–0      | San Marino |
| ------------------------------------------------------------------- | -------- | ---------- |
| Rooney 35' (ph.đ.), 70' · Welbeck 37', 72' · Oxlade-Chamberlain 77' | Chi tiết |            |

| Ukraina | 0–1      | Montenegro     |
| ------- | -------- | -------------- |
|         | Chi tiết | Damjanović 45' |

| San Marino | 0–2      | Moldova                         |
| ---------- | -------- | ------------------------------- |
|            | Chi tiết | Dadu 72' (ph.đ.) · Epureanu 78' |

| Ba Lan   | 1–1      | Anh        |
| -------- | -------- | ---------- |
| Glik 70' | Chi tiết | Rooney 31' |

| Montenegro                        | 3–0      | San Marino |
| --------------------------------- | -------- | ---------- |
| Delibašić 14', 31' · Zverotić 68' | Chi tiết |            |

| Moldova | 0–1      | Montenegro  |
| ------- | -------- | ----------- |
|         | Chi tiết | Vučinić 78' |

| Ba Lan       | 1–3      | Ukraina                                 |
| ------------ | -------- | --------------------------------------- |
| Piszczek 18' | Chi tiết | Yarmolenko 2' · Husyev 7' · Zozulya 45' |

| San Marino | 0–8      | Anh |
| ---------- | -------- | --- |
|            | Chi tiết | Della Valle 12' (l.n.) · Oxlade-Chamberlain 29' · Defoe 34', 77' · Young 39' · Lampard 42' · Rooney 54' · Sturridge 70' |

| Ukraina                         | 2–1      | Moldova     |
| ------------------------------- | -------- | ----------- |
| Yarmolenko 61' · Khacheridi 70' | Chi tiết | Suvorov 80' |

| Ba Lan                                                                               | 5–0      | San Marino |
| ------------------------------------------------------------------------------------ | -------- | ---------- |
| Lewandowski 21' (ph.đ.), 50' (ph.đ.) · Piszczek 28' · Teodorczyk 60' · Kosecki 90+2' | Chi tiết |            |

| Montenegro     | 1–1      | Anh       |
| -------------- | -------- | --------- |
| Damjanović 76' | Chi tiết | Rooney 6' |

| Moldova       | 1–1      | Ba Lan            |
| ------------- | -------- | ----------------- |
| Sidorenco 36' | Chi tiết | Błaszczykowski 6' |

| Montenegro | 0–4      | Ukraina                                                     |
| ---------- | -------- | ----------------------------------------------------------- |
|            | Chi tiết | Harmash 51' · Konoplyanka 77' · Fedetskiy 84' · Bezus 90+3' |

| Ukraina | 9–0      | San Marino |
| --- | -------- | ---------- |
| Dević 11' · Seleznyov 26' · Edmar 32' · Khacheridi 45', 54' · Konoplyanka 50' · Bezus 63' · Fedetskiy 74' · Rakytskiy 90+3' | Chi tiết |            |

| Ba Lan          | 1–1      | Montenegro     |
| --------------- | -------- | -------------- |
| Lewandowski 16' | Chi tiết | Damjanović 11' |

| Anh                                            | 4–0      | Moldova |
| ---------------------------------------------- | -------- | ------- |
| Gerrard 12' · Lambert 26' · Welbeck 45+1', 50' | Chi tiết |         |

| San Marino      | 1–5      | Ba Lan                                                                  |
| --------------- | -------- | ----------------------------------------------------------------------- |
| Della Valle 22' | Chi tiết | Zieliński 10', 66' · Błaszczykowski 23' · Sobota 34' · Mierzejewski 75' |

| Ukraina | 0–0      | Anh |
| ------- | -------- | --- |
|         | Chi tiết |     |

| Moldova                         | 3–0    | San Marino |
| ------------------------------- | ------ | ---------- |
| Frunză 55' · Sidorenco 59', 89' | Report |            |

| Ukraina        | 1–0    | Ba Lan |
| -------------- | ------ | ------ |
| Yarmolenko 64' | Report |        |

| Anh                                                                       | 4–1      | Montenegro     |
| ------------------------------------------------------------------------- | -------- | -------------- |
| Rooney 48' · Bošković 62' (l.n.) · Townsend 78' · Sturridge 90+3' (ph.đ.) | Chi tiết | Damjanović 71' |

| Anh                      | 2–0      | Ba Lan |
| ------------------------ | -------- | ------ |
| Rooney 41' · Gerrard 88' | Chi tiết |        |

| Montenegro                 | 2–5      | Moldova                                                    |
| -------------------------- | -------- | ---------------------------------------------------------- |
| Jovetić 55' (ph.đ.), 90+1' | Chi tiết | Antoniuc 28', 89' · Armaș 62' · Sidorenco 64' · Ioniță 73' |

| San Marino | 0–8      | Ukraina                                                                                              |
| ---------- | -------- | --- |
|            | Chi tiết | Seleznyov 13' (ph.đ.), 18' · Dević 15', 51', 57' (ph.đ.) · Yarmolenko 55' · Bezus 65' · Mandzyuk 80' |

Chú thích
1. ↑  Trận đấu giữa Ba Lan và Anh ban đầu diễn ra vào ngày 16 tháng 10 năm 2012, lúc 21:00 giờ địa phương, nhưng đã bị hoãn lại vào ngày hôm sau do mưa xối xả khiến mặt sân bị ngập úng, không kịp thoát nước.[3]

## Danh sách cầu thủ ghi bàn
7 bàn
| - Wayne Rooney |

4 bàn
| - Frank Lampard - Danny Welbeck - Eugen Sidorenco | - Andrija Delibašić - Dejan Damjanović - Jakub Błaszczykowski | - Andriy Yarmolenko - Marko Dević |

3 bàn
| - Jermain Defoe - Robert Lewandowski | - Yevhen Khacheridi - Yevhen Konoplyanka | - Yevhen Seleznyov - Roman Bezus |

2 bàn
| - Steven Gerrard - Daniel Sturridge - Alex Oxlade-Chamberlain - Alexandru Antoniuc | - Fatos Bećiraj - Stevan Jovetić - Mirko Vučinić - Elsad Zverotić | - Adrian Mierzejewski - Łukasz Piszczek - Piotr Zieliński - Artem Fedetskiy |

1 bàn
| - Leighton Baines - Rickie Lambert - James Milner - Andros Townsend - Ashley Young - Igor Armaș - Serghei Dadu - Alexandru Epureanu - Viorel Frunză | - Artur Ioniță - Alexandru Suvorov - Luka Đorđević - Nikola Drinčić - Kamil Glik - Jakub Kosecki - Waldemar Sobota - Łukasz Teodorczyk | - Jakub Wawrzyniak - Alessandro Della Valle - Edmar - Denys Harmash - Oleh Husyev - Vitaliy Mandzyuk - Yaroslav Rakytskiy - Roman Zozulya |

phản lưới nhà
| - Branko Bošković (trong trận gặp Anh) | - Alessandro Della Valle (trong trận gặp Anh) |  |

## Thẻ phạt
| Pos | Cầu thủ                | Quốc gia   | Thẻ vàng | Thẻ đỏ | Treo giò                                                                   | Ghi chú |
| --- | ---------------------- | ---------- | -------- | ------ | -------------------------------------------------------------------------- | --- |
| DF  | Savo Pavićević         | Montenegro | 4        | 2      | vs San Marino (ngày 11 tháng 9 năm 2012) vs Ba Lan (6 tháng 9 năm 2013)    | Đuổi khỏi sân trong trận vòng loại giải vô địch bóng đá thế giới 2014 Đuổi khỏi sân trong trận vòng loại giải vô địch bóng đá thế giới 2014 |
| MF  | Alexandru Gațcan       | Moldova    | 5        | 1      | vs Ukraine (ngày 26 tháng 3 năm 2013) vs Montenegro (15 tháng 10 năm 2013) | Đuổi khỏi sân trong trận vòng loại giải vô địch bóng đá thế giới 2014 Vắng mặt trong 2 trận vòng loại giải vô địch bóng đá thế giới 2014    |
| MF  | Steven Gerrard         | Anh        | 2        | 1      | vs San Marino (12 tháng 10 năm 2012)                                       | Đuổi khỏi sân trong trận vòng loại giải vô địch bóng đá thế giới 2014                                                                       |
| MF  | Milorad Pekovic        | Montenegro | 2        | 1      | vs Anh (26 tháng 3 năm 2013)                                               | Đuổi khỏi sân trong trận vòng loại giải vô địch bóng đá thế giới 2014                                                                       |
| MF  | Vladimir Volkov        | Montenegro | 3        | 1      | vs Ba Lan (6 tháng 9 năm 2013)                                             | Đuổi khỏi sân trong trận vòng loại giải vô địch bóng đá thế giới 2014                                                                       |
| ST  | Roman Zozulya          | Ukraina    | 0        | 1      | vs San Marino (6 tháng 9 năm 2013)                                         | Đuổi khỏi sân trong trận vòng loại giải vô địch bóng đá thế giới 2014                                                                       |
| MF  | Ludovic Obraniak       | Ba Lan     | 0        | 1      | vs Moldova (11 tháng 9 năm 2012)                                           | Đuổi khỏi sân trong trận vòng loại giải vô địch bóng đá thế giới 2014                                                                       |
| MF  | Taras Stepanenko       | Ukraina    | 2        | 1      | vs Montenegro (7 tháng 6 năm 2013)                                         | Đuổi khỏi sân trong trận vòng loại giải vô địch bóng đá thế giới 2014                                                                       |
| FW  | Mirko Vučinić          | Montenegro | 4        | 0      | vs San Marino (14 tháng 11 năm 2012) vs Anh (11 tháng 10 năm 2013)         | Vắng mặt trong 2 trận vòng loại giải vô địch bóng đá thế giới 2014 Vắng mặt trong 2 trận vòng loại giải vô địch bóng đá thế giới 2014       |
| DF  | Glen Johnson           | Anh        | 3        | 0      | vs San Marino (12 tháng 10 năm 2012)                                       | Vắng mặt trong 2 trận vòng loại giải vô địch bóng đá thế giới 2014                                                                          |
| DF  | Davide Simoncini       | San Marino | 5        | 0      | vs Montenegro (14 tháng 11 năm 2012) vs Ba Lan (10 tháng 9 năm 2013)       | Vắng mặt trong 2 trận vòng loại giải vô địch bóng đá thế giới 2014 Vắng mặt trong 2 trận vòng loại giải vô địch bóng đá thế giới 2014       |
| MF  | Eugen Polanski         | Ba Lan     | 3        | 0      | vs Ukraina (22 tháng 3 năm 2013)                                           | Vắng mặt trong 2 trận vòng loại giải vô địch bóng đá thế giới 2014                                                                          |
| MF  | Ruslan Rotan           | Ukraina    | 3        | 0      | vs Moldova (26 tháng 3 năm 2013)                                           | Vắng mặt trong 2 trận vòng loại giải vô địch bóng đá thế giới 2014                                                                          |
| DF  | Yevhen Khacheridi      | Ukraina    | 4        | 0      | vs Montenegro (16 tháng 10 năm 2012) vs San Marino (15 tháng 10 năm 2013)  | Vắng mặt trong 2 trận vòng loại giải vô địch bóng đá thế giới 2014 Vắng mặt trong 2 trận vòng loại giải vô địch bóng đá thế giới 2014       |
| DF  | Fabio Vitaioli         | San Marino | 3        | 0      | vs Montenegro (14 tháng 11 năm 2012)                                       | Vắng mặt trong 2 trận vòng loại giải vô địch bóng đá thế giới 2014                                                                          |
| DF  | Yevhen Selin           | Ukraina    | 2        | 0      | vs Ba Lan (22 tháng 3 năm 2013)                                            | Vắng mặt trong 2 trận vòng loại giải vô địch bóng đá thế giới 2014                                                                          |
| DF  | Savo Pavićević         | Montenegro | 2        | 0      | vs Anh (26 tháng 3 năm 2013)                                               | Vắng mặt trong 2 trận vòng loại giải vô địch bóng đá thế giới 2014                                                                          |
| MF  | Denys Garmash          | Ukraina    | 2        | 0      | vs Moldova (26 tháng 3 năm 2013)                                           | Vắng mặt trong 2 trận vòng loại giải vô địch bóng đá thế giới 2014                                                                          |
| MF  | Michele Cervellini     | San Marino | 4        | 0      | vs Ba Lan (26 tháng 3 năm 2013)                                            | Vắng mặt trong 2 trận vòng loại giải vô địch bóng đá thế giới 2014                                                                          |
| MF  | Serghei Gheorghiev     | Moldova    | 3        | 0      | vs Ba Lan (7 tháng 6 năm 2013)                                             | Vắng mặt trong 2 trận vòng loại giải vô địch bóng đá thế giới 2014                                                                          |
| MF  | Mitar Novaković        | Montenegro | 2        | 0      | vs Ukraina (7 tháng 6 năm 2013)                                            | Vắng mặt trong 2 trận vòng loại giải vô địch bóng đá thế giới 2014                                                                          |
| DF  | Alessandro Della Valle | San Marino | 4        | 1      | vs Ukraina (6 tháng 9 năm 2013)                                            | Vắng mặt trong 2 trận vòng loại giải vô địch bóng đá thế giới 2014                                                                          |
| DF  | Kamil Glik             | Ba Lan     | 2        | 0      | vs San Marino (10 tháng 9 năm 2013)                                        | Vắng mặt trong 2 trận vòng loại giải vô địch bóng đá thế giới 2014                                                                          |
| FW  | Danny Welbeck          | Anh        | 2        | 0      | vs Ukraine (10 tháng 9 năm 2013)                                           | Vắng mặt trong 2 trận vòng loại giải vô địch bóng đá thế giới 2014                                                                          |
| DF  | Gianluca Bollini       | San Marino | 2        | 0      | vs Moldova (11 tháng 10 năm 2013)                                          | Vắng mặt trong 2 trận vòng loại giải vô địch bóng đá thế giới 2014                                                                          |
| ST  | Matteo Vitaioli        | San Marino | 3        | 0      | vs Moldova (11 tháng 10 năm 2013)                                          | Vắng mặt trong 2 trận vòng loại giải vô địch bóng đá thế giới 2014                                                                          |
| MF  | Lorenzo Buscarini      | San Marino | 2        | 0      | vs Moldova (11 tháng 10 năm 2013)                                          | Vắng mặt trong 2 trận vòng loại giải vô địch bóng đá thế giới 2014                                                                          |
| DF  | Oleksandr Kucher       | Ukraina    | 2        | 0      | vs Ba Lan (11 tháng 10 năm 2013)                                           | Vắng mặt trong 2 trận vòng loại giải vô địch bóng đá thế giới 2014                                                                          |
| MF  | Enrico Cibelli         | San Marino | 2        | 0      | vs Ukraina (15 tháng 10 năm 2013)                                          | Vắng mặt trong 2 trận vòng loại giải vô địch bóng đá thế giới 2014                                                                          |
| MF  | Alex Gasperoni         | San Marino | 2        | 0      | vs Ukraina (15 tháng 10 năm 2013)                                          | Vắng mặt trong 2 trận vòng loại giải vô địch bóng đá thế giới 2014                                                                          |
| DF  | Kyle Walker            | Anh        | 2        | 0      | vs Ba Lan (15 tháng 10 năm 2013)                                           | Vắng mặt trong 2 trận vòng loại giải vô địch bóng đá thế giới 2014                                                                          |
| DF  | Łukasz Szukała         | Ba Lan     | 2        | 0      | vs Anh (15 tháng 10 năm 2013)                                              | Vắng mặt trong 2 trận vòng loại giải vô địch bóng đá thế giới 2014                                                                          |

## Lượng khán giả
| Đội        | Cao nhất | Thấp nhất | Trung bình |
| ---------- | -------- | --------- | ---------- |
| Anh        | 86,645   | 61,607    | 72,118     |
| Moldova    | 12,500   | 9,000     | 10,667     |
| Montenegro | 13,000   | 7,158     | 10,079     |
| Ba Lan     | 55,565   | 26,145    | 42,930     |
| San Marino | 4,980    | 736       | 2,554      |
| Ukraina    | 69,890   | 31,000    | 45,150     |